# Antonín Mrkos
Antonín Mrkos (Střemchoví, 27 de enero de 1918 - Praga, 29 de mayo de 1996) fue un astrónomo checoslovaco.
Estuvo dieciocho meses en la Antártida, como integrante de una expedición soviética de los años cincuenta, a fin de estudiar la aurora austral y otros fenómenos. También trabajó en el observatorio de Skalnaté Pleso.
Descubrió o codescubrió los cometas periódicos 18D/Perrine-Mrkos, 45P/Honda-Mrkos-Pajdusakova, 124P/Mrkos y 143P/Kowal-Mrkos. También descubrió el cometa no periódico y brillante C/1957 P1 (o, en la nomenclatura del tiempo, Cometa 1957d).
También descubrió diversos asteroides, incluyendo el asteroide Amor (5797) Bivoj y el asteroide troyano (3451) Mentor. El asteroide (1832) Mrkos fue nombrado en su honor.